# 洞爺温泉

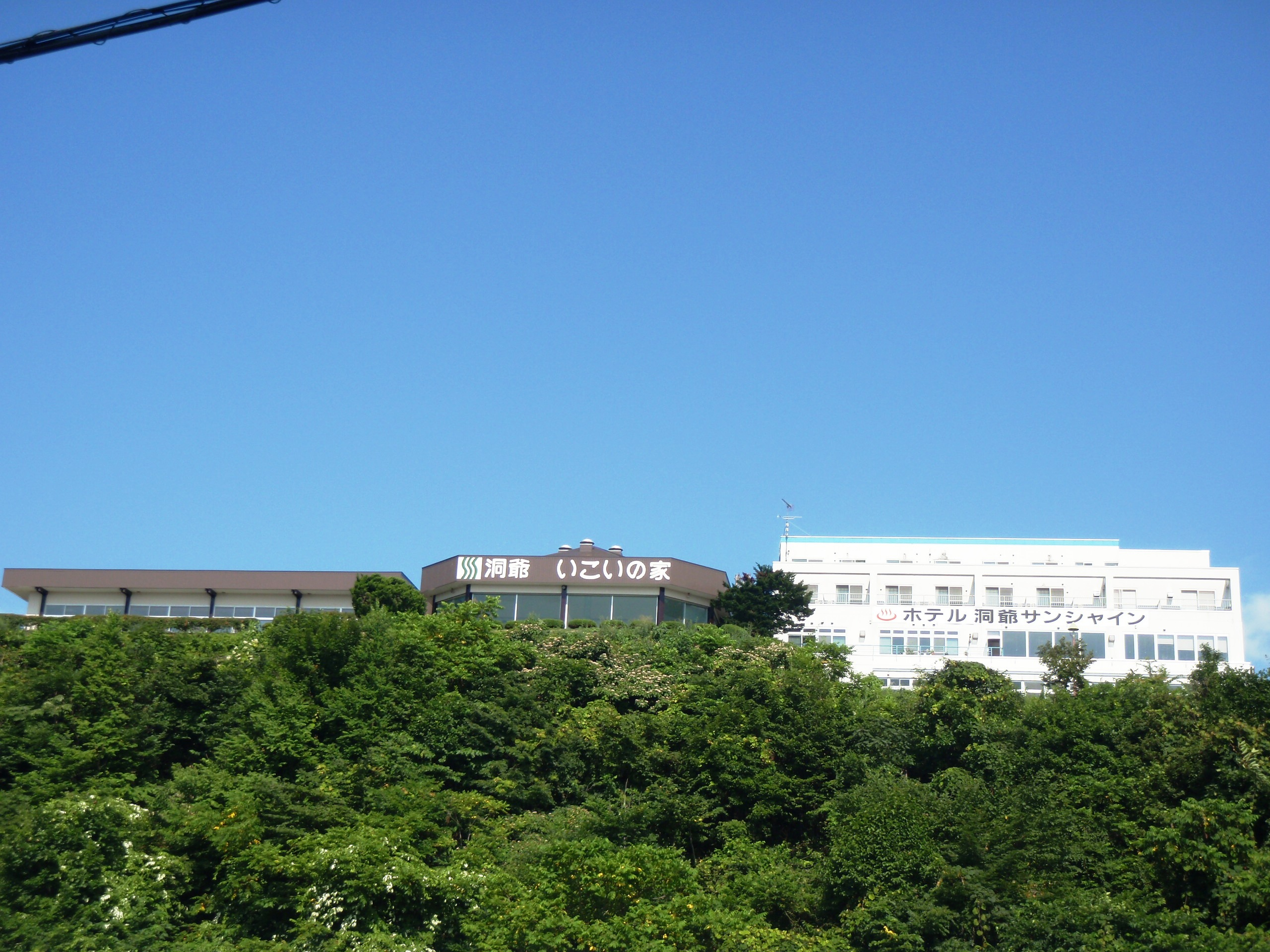
湖畔から見上げる温泉施設

洞爺温泉（とうやおんせん）は、北海道虻田郡洞爺湖町にある温泉。

## 泉質
- 単純温泉
  - 源泉温度60℃
  - 無色透明の源泉。
- 含食塩芒硝泉
  - 源泉温度45℃
  - 若干黄色い透明な源泉。

## 温泉街
洞爺湖の北西岸、洞爺湖町市街地南部に位置する。
「ホテル洞爺サンシャイン」と町営の日帰り入浴施設「洞爺いこいの家」が隣接して建っているが、後述の通り「ホテル洞爺サンシャイン」は2013年に廃業した。高台に位置しており、洞爺湖を眺めながら入浴できる。ともに源泉掛け流し方式。温泉スタンドも設置されており、温泉水を購入できる。
近隣には温泉を治療に利用する「洞爺温泉病院」がある。

## 歴史
1997年（平成9年）5月1日 - 環境庁告示第22号により、洞爺・陽だまり温泉として国民保養温泉地に指定。
開湯当初は洞爺村に位置していたため、温泉地名も洞爺村温泉であったが、2006年（平成18年）3月27日の虻田町と洞爺村の合併により洞爺村という地名が消滅。以降、洞爺温泉と温泉名を改めている。
2013年（平成25年）3月31日にホテル洞爺サンシャインが廃業した。運営会社の有限会社ホテル洞爺サンシャインも同年5月29日に札幌地方裁判所室蘭支部より破産手続き開始決定を受ける。

## アクセス
- バス : 道南バス「洞爺水の駅」行き「いこいの家入口」下車、徒歩10分。
  - 洞爺湖温泉より約30分
  - 壮瞥町中心部より約40分
  - 札幌駅前より約1時間40分
- 車
  - 道央自動車道虻田洞爺湖ICから18km、約25分。